# Южная Африка

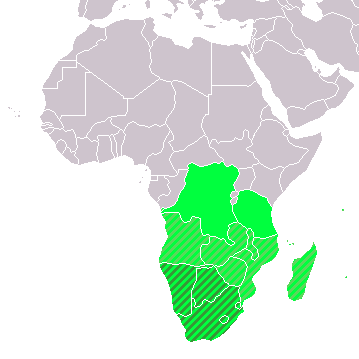
Южная Африка согласно макрорайонированию ООН
Прочие страны, географически включаемые в Южную Африку
Члены Сообщества развития Юга Африки

Ю́жная А́фрика — регион, занимающий южную часть Африканского континента. Часто северной границей Южной Африки считают реки Кунене и Замбези: это значит, что в регион входят все пять стран, относящихся к Южной Африке (по классификации ООН), а также Зимбабве и южная часть Мозамбика.

## Государства, включаемые в Южную Африку
| Государство                 | Метод группировки  | Метод группировки | Метод группировки                        | Метод группировки  | Столица      |
| Государство                 | По версии ООН      | По версии ЦРУ     | По версии СГНЗС                          | По версии ОКСМ     | Столица      |
| --------------------------- | ------------------ | ----------------- | ---------------------------------------- | ------------------ | ------------ |
| Ангола                      | Центральная Африка |                   | Центральная Африка                       | Центральная Африка | Луанда       |
| Ботсвана                    |                    |                   |                                          |                    | Габороне     |
| Замбия                      | Восточная Африка   |                   | Центральная Африка                       | Восточная Африка   | Лусака       |
| Зимбабве                    | Восточная Африка   |                   |                                          | Восточная Африка   | Хараре       |
| Коморы                      | Восточная Африка   |                   | Островное государство в Индийском океане | Восточная Африка   | Морони       |
| Лесото                      |                    |                   |                                          |                    | Масеру       |
| Маврикий                    | Восточная Африка   |                   | Островное государство в Индийском океане | Восточная Африка   | Порт-Луи     |
| Мадагаскар                  | Восточная Африка   |                   | Островное государство в Индийском океане | Восточная Африка   | Антананариву |
| Малави                      | Восточная Африка   |                   | Восточная Африка                         | Восточная Африка   | Лилонгве     |
| Мозамбик                    | Восточная Африка   |                   | Восточная Африка                         | Восточная Африка   | Мапуту       |
| Намибия                     |                    |                   | Юго-Западная Африка                      |                    | Виндхук      |
| Южно-Африканская Республика |                    |                   |                                          |                    | Претория     |
| Эсватини                    |                    |                   |                                          |                    | Мбабане      |

## Экономика
Ботсвана, Лесото, Намибия, Эсватини и Южно-Африканская Республика входят в Южноафриканский таможенный союз. Добываются нефть, алмазы и прочее.